# NGC 5458
NGC 5458 је део галаксије (на пример сјајан HII регион) у сазвежђу Велики медвед која се налази на NGC листи објеката дубоког неба.
Деклинација објекта је + 54° 17' 56" а ректасцензија 14h 3m 12,4s. Привидна величина (магнитуда) објекта NGC 5458 износи 7,5. NGC 5458 је још познат и под ознакама HII in M 101.